# D.A.N.C.E.
«D.A.N.C.E.» es una canción del dúo francés de música electrónica Justice, del  álbum †. Este incluye una versión para radio y una en extendida para la canción, un violento mix en el estilo de sus primeros lanzamientos, "B.E.A.T." y la canción "Phantom", que fue publicado anteriormente dos veces en cantidades limitadas en disco de vinilo de 12", que precede el lanzamiento de "D.A.N.C.E."

## Música y letra
Según el dúo. ellos son grandes admiradores de Michael Jackson y para eso decidieron dedicarle esta canción a él. La canción recita numerosas canciones de Jackson incluyendo "P.Y.T. (Pretty Young Thing)", "Black or White", "Workin' Day and Night" y "Whatever Happens" a lo largo con la canción "ABC" de los Jackson Five y el álbum Music and Me de Michael Jackson. Las vocales fueron proporcionadas por el coro Foundation for Young Musicians, ubicado en Londres. Swizz Beats sampleo la canción para "On to the Next One", del álbum The Blueprint 3 de Jay-Z. El tema también fue sampleado por Logic en el tema The Spotlight.
El sonido de sintonización de la radio cerca del comienzo de la canción es de "I Wish" de Skee-Lo. Ellos también usaron un sample de "Radio Tuning 01" por GarageBand.
La canción se colocó en el número 4 de la lista de Las 100 Mejores Canciones de 2007 de Rolling Stone.

## Video musical
El video musical para "D.A.N.C.E." fue grabado por el dúo de directores francés Jonas & François con animaciones de So Me. El video fue nominado para los 2007 MTV Video Music Award como "Video del Año". El video está grabado en el estilo de pop art. En el video, Augé and De Rosnay caminan y las imágenes en sus polos constantemente cambian y se transforman en carros, bocas, rayos, lollipops, números, letras y letras de canciones. El video incluye una referencia a la canción "Video Killed the Radio Star" de The Buggles (alterándola como "Internet Killed the Video Star"), mientras la cruz simbólica lo acompaña.

## Lista de canciones
- 12" ED 016

1. «D.A.N.C.E.» (radio edit)
2. «B.E.A.T.» (extended)
3. «D.A.N.C.E.» (extended)
4. «Phantom»

- Remixes 12" ED 019

1. «D.A.N.C.E.» (Radio Edit)
2. «D.A.N.C.E.» (Stuart Price remix)
3. «D.A.N.C.E.» (Jackson remix)

- Mixed by Jackson and his Computer Band

1. «D.A.N.C.E.» (MSTRKRFT remix)
2. «D.A.N.C.E.» (Live version)
3. «D.A.N.C.E.» (Alan Braxe & Fred Falke remix)

- Sencillo en 7"

1. «D.A.N.C.E.»
2. «B.E.A.T.»

## Posicionamiento en listas
| Lista (2007–08)                                 | Mejor posición |
| ----------------------------------------------- | -------------- |
| Bélgica (Flandes) (Ultratip Bubbling Under)     | 3              |
| Bélgica (Valonia) (Ultratip Bubbling Under)     | 3              |
| Estados Unidos (Bubbling Under Hot 100 Singles) | 3              |
| Estados Unidos (Hot Dance Club Songs)           | 10             |
| Finlandia (OFC)                                 | 20             |
| Francia (SNEP)                                  | 11             |
| Reino Unido (The Official Charts Company)       | 48             |
| Suiza (Schweizer Hitparade)                     | 49             |